# ¡Basta Ya!
¡Basta Ya! fue una iniciativa ciudadana española que en su formación unía a personas de diversas ideas políticas, con el triple propósito de oponerse al terrorismo en cualquiera de sus formas, apoyar a sus víctimas y defender el Estado de Derecho, la Constitución Española y el Estatuto de Autonomía del País Vasco. Pese al carácter universalista de sus ideales, la organización tenía su razón de ser en la oposición al terrorismo de ETA. Basta Ya se caracterizaba por su carácter activista, puesto que no solo defendían los mencionados ideales, sino que también los promovían mediante la convocatoria de manifestaciones y actos de protesta.

## Fundación
En un contexto de persecución y acoso cuya máxima expresión fue la estrategia de «socialización del sufrimiento»  de ETA, y tras el punto de inflexión que supuso el secuestro y asesinato de Miguel Ángel Blanco, en 1998 nacía la Plataforma ¡Basta Ya! con el apoyo del Foro Ermua, Foro El Salvador, Denon Artea y Asociación Víctimas del Terrorismo, siendo su portavoz el filósofo Fernando Savater, que inmediatamente fue amenazado. Los miembros conocidos de ¡Basta ya! pasaron a ser objetivos directos de ETA y a recibir escolta policial.

## Posición y actividad pública
La plataforma era contraria al nacionalismo vasco obligatorio y a la negociación y cesión con la banda terrorista ETA. 
¡Basta Ya!  se caracterizó por su defensa de los derechos humanos y las libertades fundamentales, así como por la promoción de estos mediante el activismo pacífico, a través de la convocatoria de manifestaciones, concentraciones regulares en favor de la paz, actos de protesta de distinta índole, así como eventos y actos de discusión intelectual y política. 
Destacó su iniciativa de convocar concentraciones en San Sebastián todos los primeros jueves de cada mes «en solidaridad con todos los ciudadanos amenazados y agredidos por defender los valores democráticos» y hasta que «la libertad y los derechos se respeten». Se quería con estas concentraciones impulsar el rechazo social al terrorismo etarra, defender la vida, mostrar la solidaridad con las víctimas, pero también subrayar la falta de libertad y de derechos con la que los no nacionalistas vivían en Euskadi y su desigual situación política con respecto al nacionalismo.

### Manifestación «Por la libertad, ETA fuera»
La primera gran manifestación de ¡Basta ya! tuvo lugar en Donosti-San Sebastián el 19 de febrero de 2000, «por el derecho a defender ideas distintas a las abertzales -nacionalistas identitarios vascos- sin padecer agresiones ni marginación. En apoyo de todas las víctimas del terrorismo y de la violencia y contra la impunidad de los autores de estos actos criminales. Contra el terrorismo en cualquiera de sus formas, procedencias e intensidades». Participaron más de 10.000 personas, pese a que la ciudad había sido empapelada con carteles amenazadores de muerte contra los organizadores.
En abril de 2001, en la campaña electoral de las elecciones autonómicas del País Vasco, reclamaron el voto para los candidatos constitucionalistas: Jaime Mayor Oreja por el PP y Nicolás Redondo por el PSE.

### Manifiesto «Aunque»
En mayo de 2003, ¡Basta Ya! dio a conocer el Manifiesto «Aunque», en el cual señalaba las condiciones absolutamente antidemocráticas en las que se estaban celebrando las elecciones municipales el País Vasco y Navarra en aquel año: «Aunque parezca mentira, hoy los candidatos de los ciudadanos libres del País Vasco están condenados a muerte por los mercenarios de ETA y condenados a la humillación por sus cómplices nacionalistas (…)». 
El manifiesto contó con el apoyo de destacados intelectuales a nivel internacional, como Fernando Arrabal, Alfredo Bryce Echenique, Michael Burleigh, Paolo Flores d'Arcais, Carlos Fuentes, Nadine Gordimer, Juan Goytisolo, Carlos Monsivais, Bernard-Henri Lévy, Paul Preston, Mario Vargas Llosa, Gianni Vattimo y Günter Grass.

### Manifestación «Con violencia no es plan, sino chantaje. Estatuto y Constitución»
El acto más multitudinario de ¡Basta ya! fue la manifestación del 13 de diciembre de 2003 en San Sebastián, a la que acudieron más de 100.000 personas, en defensa del Estatuto de Autonomía del País Vasco y la Constitución española de 1978, denunciando el llamado ‘Plan Ibarretxe’. Este planteaba el «derecho de autodeterminación» de la Comunidad Autónoma Vasca, cuyo trámite parlamentario se producía mientras el terrorismo de ETA seguía cobrándose vidas.

## Premios
En el año 2000, recibió del Parlamento Europeo el Premio Sájarov a la libertad de conciencia, premio concedido a personas u organizaciones que han dedicado sus vidas o acciones a la defensa de los derechos humanos y las libertades fundamentales. Fue la primera vez que este premio recayó en una organización de la propia Unión Europea.
En el año 2003, recibió el Premio Convivencia de la Fundación Profesor Manuel Broseta a la convivencia.

## Miembros
Conocidos miembros de la plataforma fueron Joseba Pagazaurtundúa (asesinado por ETA en el 2003), Maite Pagazaurtundúa, Consuelo Ordóñez, Mikel Azurmendi, Iñaki Ezkerra, Agustín Ibarrola, María San Gil, Rosa Díez,Fernando Savater, Carlos Martínez Gorriarán, Mikel Iriondo, Olivia Bandrés y Jagoba Gutiérrez.

## Revista y publicaciones
Desde septiembre de 2001 hasta abril de 2005, Basta Ya editó cada dos meses un total de 22 números de la revista Hasta Aquí.
En 2008, Carlos Martínez Gorriarán publicó el libro Movimientos civicos: De la calle al Parlamento en el que analiza los movimientos sociales más destacados surgidos en España en las tres décadas anteriores, entre ellos ¡Basta Ya!. 

## Creación de un partido político
En mayo de 2007, varios de sus miembros, crearon una plataforma, Plataforma Pro, cuyo objetivo era la creación de un nuevo partido político español como alternativa al PP y al PSOE, partido plasmado en septiembre de 2007 en Unión Progreso y Democracia (UPyD).

## Disolución
¡Basta Ya! dejó de existir progresivamente después de que los tribunales españoles decretaran la ilegalización de Batasuna, partido que servía como brazo político de ETA. El Tribunal de Derechos Humanos de Estrasburgo declaró su completa conformidad con dicha sentencia.

## Expo Basta Ya 23
La sede del Parlamento Europeo acogió entre el 30 de enero y el 3 de febrero de 2023 la exposición «¡Basta Ya!: romper el silencio en la dictadura del odio de ETA», coincidiendo con el 23 aniversario de la concesión del premio Sájarov a ¡Basta Ya!.
El proyecto artístico fue dirigido por el escenógrafo José Ibarrola como comisario de la exposición. A través de una combinación de imagen, sonido y vídeo, la exposición era una experiencia de inmersión sensitiva denominada «Los sonidos del odio»  que pretendía poner al visitante en la piel de los perseguidos por el terrorismo de ETA y de aquellos que se atrevieron a apoyarles.

## DocumentalBasta Ya. Resistencia democrática. Conversaciones en la librería ‘Lagun’
El 26 de enero de 2024, se presentó y estrenó en Madrid el documental Basta Ya. Resistencia democrática. Conversaciones en la librería Lagun. El documental fue un trabajo de la oficina de Maite Pagazaurtundua en el Parlamento Europeo, con el apoyo del grupo Renew Europe, y fue realizado por Juan Vadillo.
El documental recoge el testimonio de algunos de los protagonistas de los años activos de ¡Basta ya! y sus reflexiones sobre el presente y sobre el futuro del País Vasco. También subraya la importancia de la librería donostiarra Lagun, cuya sede en la Plaza de la Constitución se convirtió en refugio de muchos de los integrantes de la plataforma y que. Esta cerró sus puertas el año 2000, tras 55 años de resistencia, primero frente al régimen franquista, y luego frente la violencia del nacionalismo identitario excluyente vasco.  